# لینوود، ویچیتا، کانزاس
لینوود (به انگلیسی: Linwood) یک منطقهٔ مسکونی در ایالات متحده آمریکا است که در کانزاس واقع شده‌است. لینوود ۳۹۳٫۵ متر بالاتر از سطح دریا واقع شده‌است.